# Abbeville (Alabama)
Abbeville település az USA Alabama államában, Henry megyében, melynek megyeszékhelye is. Lakosainak száma 2358 fő (2020. április 1.).

## Népesség
A település népességének változása:
| Lakosok száma | 2688 | 2685 | 2647 | 2631 | 2619 | 2616 | 2358 |
|               | 2010 | 2011 | 2012 | 2013 | 2014 | 2015 | 2020 |